# Lieuche
Lieuche település Franciaországban, Alpes-Maritimes megyében. Lakosainak száma 51 fő (2022. január 1.). Lieuche Ilonse, Pierlas, Rigaud és Thiéry községekkel határos.

## Népesség
A település népességének változása:
| Lakosok száma | 15   | 23   | 27   | 44   | 41   | 44   | 46   | 47   | 48   | 51   |
|               | 1968 | 1982 | 1990 | 2006 | 2013 | 2015 | 2017 | 2019 | 2020 | 2022 |